# ジュール・モック

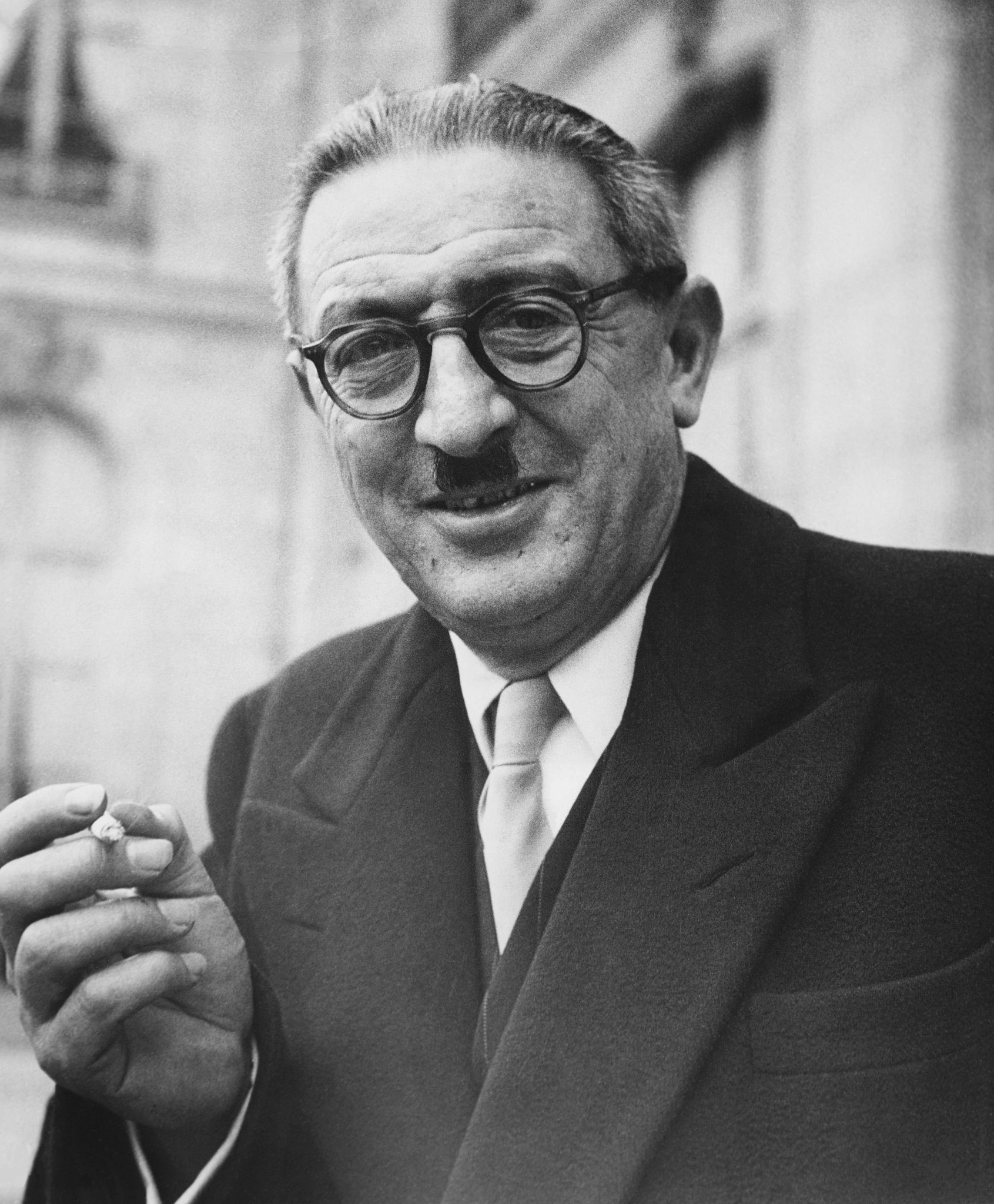
ジュール・モック

ジュール・サルヴァドール・モック（Jules Salvador Moch、1893年3月15日 - 1985年8月1日）は、フランスの政治家。

## 生涯
パリ出身。エコール・ポリテクニーク卒業。旧フランス社会党（SFIO）に入党し、1928年ドローム県から総選挙に立候補し下院議員に当選する。1937年からはエロー県選出。1937年レオン・ブルム人民戦線内閣で総理府副長官に任命される。1938年第二次ブルム内閣の運輸・公共事業相。スペイン内戦に関しては人民戦線に対して支援を主張した。また、ミュンヘン会談での対独宥和政策には反対を表明した。第二次世界大戦中は、レジスタンス運動に身を投じた。
1944年フランス臨時政府の諮問議会議員に選出される。1945年憲法制定国民議会議員を経て、1946年下院国民議会議員に当選する。内相、国防相などを歴任した。
1985年8月1日南仏のアルプ＝マリティーム県、カブリスCabrisで死去。92歳。

## 関連図書
- Confrontations (Doctrines - Déviations - Expériences - Espérances), Gallimard 1952
- Yougoslavie, terre d'expérience, éd. du Rocher, Monaco, 1953
- Histoire du réarmement allemand depuis 1950, Robert Laffont, 1954
- Alerte, le problème crucial de la Communauté Européenne de défense, Robert Laffont
- La folie des hommes (about the atomic bomb, Robert Laffont, 1954
- En 1961, Paix en Algérie, Robert Laffont
- Non à la force de frappe, Robert Laffont, 1963
- Le Front Populaire, Perrin 1971
- Rencontre avec Charles de Gaulle, 1971
- Une si longue vie, témoignages, Robert Laffont, 1976
- Le communisme jamais, Plon 1978